# Michael Holmes (politician)
Michael Holmes (n. 6 iunie 1938, Regatul Unit – d. 29 septembrie 2023) a fost un om politic britanic, membru al Parlamentului European în perioada 1999-2004 din partea Regatului Unit.